# Bob Dylan (album)
"Bob Dylan" je debutové album amerického písničkáře Boba Dylana. Nahrávací společnost Columbia Records jej vydala 19. března 1962; Dylanovi tehdy bylo dvacet let. Album obsahuje jen dvě originální nahrávky, zbytek tvoří tradiční folkové písně. Album produkoval John H. Hammond, hledač talentů společnosti Columbia, jenž objevil i Dylana a podepsal s ním smlouvu.

## Seznam skladeb
1. "You're No Good" (Jesse Fuller) – 1:40
2. "Talkin' New York" (Bob Dylan) – 3:20
3. "In My Time of Dyin'" (trad., aranžmá Dylan) – 2:40
4. "Man of Constant Sorrow" (trad., aranžmá Dylan) – 3:10
5. "Fixin' to Die" (Bukka White) – 2:22
6. "Pretty Peggy-O" (trad., aranžmá Dylan) – 3:23
7. "Highway 51 Blues" (Curtis Jones) – 2:52
8. "Gospel Plow" (trad., aranžmá Dylan) – 1:47
9. "Baby, Let Me Follow You Down" (trad., aranžmá Reverend Gary Davis, Eric von Schmidt, Dave Van Ronk) – 2:37
10. "House of the Risin' Sun" (trad., aranžmá Dylan) – 5:20
11. "Freight Train Blues" (trad., aranžmá Dylan) – 2:18
12. "Song to Woody" (Dylan) – 2:42
13. "See That My Grave Is Kept Clean" (Blind Lemon Jefferson) – 2:43